# تپه برناآباد
تپه برنا آباد مربوط به دوران‌های تاریخی پس از اسلام است و در شهرستان الیگودرز، جاده ازنا، الیگودرز واقع شده و این اثر در تاریخ ۵ آذر ۱۳۸۰ با شمارهٔ ثبت ۴۳۵۵ به‌عنوان یکی از آثار ملی ایران به ثبت رسیده است.